# Johanneum Wadersloh
Das Gymnasium Johanneum Wadersloh ist ein 1925 gegründetes privates Gymnasium für Jungen und Mädchen im nordrhein-westfälischen Wadersloh.

## Geschichte
Das heutige Grundstück der Schule wurde am 13. Juli 1923 von den Christlichen Schulbrüdern für 1 Milliarde und 1 Million Reichsmark gekauft. Der ungewöhnlich hohe Preis ist dadurch zu erklären, dass der Kauf mitten in der damaligen Inflationszeit stattfand. Im September des Jahres 1923 wurde das Grundstück mit einer Spende von zehn Dollar aus Amerika bezahlt.
Der Grundstein des heutigen Altbaus wurde am 21. Mai 1924 gelegt. Am 8. Juli 1925 wurde das Gebäude durch Weihbischof Johannes Scheifes eingeweiht und bekam bereits den Namen Johanneum. Dies geht auf den Gründer des Ordens der christlichen Schulbrüder, Johannes Baptist de la Salle, zurück.

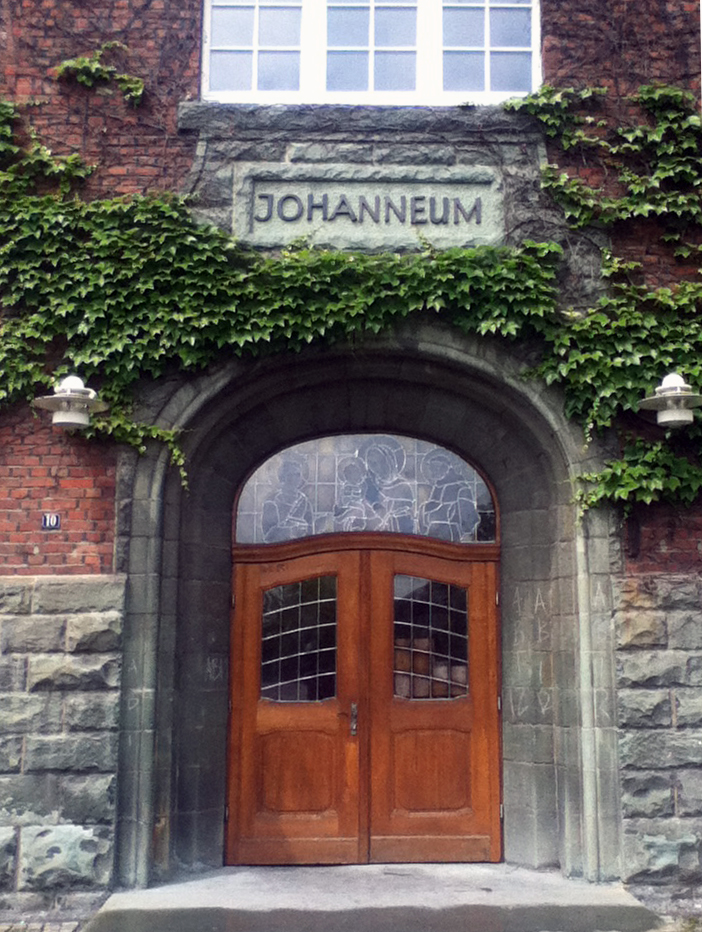
Die Eingangstür zum Altbau

Das Johanneum sollte die große Niederlassung im Münsterland der Schulbrüder, ein katholisches Pensionat für 400–600 männliche Schüler, mit einem großen Zentralbau werden.
Zunächst wurden der Haupteingang und der rechte Flügel des heutigen Altbaus fertiggestellt. Das damalige Toilettenhaus, welches später zu Unterrichtsräumen umgebaut wurde, wurde extra so weit vom Haupteingang links errichtet, dass es genau an den geplanten linken Flügel hätte anschließen können. Da aber nicht so große Schülerzahlen angefallen waren wie geplant, wurden die großen Anbaupläne verworfen und nur kleinere Anbauten wurden vorgenommen. 1930 wurde eine neue Turnhalle auf dem Gelände vom Münsteraner Bischof Johannes Poggenburg eingeweiht.
Im Gedanken einer ganzheitlichen katholischen Erziehung der Jungen, die zum größten Teil aus den Städten des Ruhrgebiets kamen, wurde das Johanneum unter der Leitung von Bruder Ansgar Kellermann zum Landschulheim ausgebaut.
Fast alle Schüler gehörten dem Jugendbund Bund Neudeutschland (ND) an. Das Johanneum wurde zu einer Hochburg der Jugendbewegung zwischen Münster und der Wewelsburg.
Als christliche Schule wurde die Situation für das Johanneum mit der Machtübernahme der Nationalsozialisten schwieriger, da es nicht in die Ideologie dieser passte. So wurde 1934 die gesamte Schülerschaft in die Hitlerjugend überführt.
Am 15. Juli 1936 wurde ein Bruder verhaftet, und man warf der Schule undeutsches Verhalten und Kulturbolschewismus vor und beschloss die Schließung der Schule, mit einer Frist bis zum 1. April 1937. Infolgedessen verließen die letzten Schüler die Schule am 20. März 1937. Die Gebäude standen dann ein Jahr lang leer, wurden aber gewartet. Die Gemeinde und die Schulbrüder hatten vergeblich versucht, Interessenten zu finden. Gegen Ende des Jahres 1938 wurden zur Vorbereitung auf den Krieg die Schule und die Turnhalle von der Reichsgetreidestelle beschlagnahmt und als Lager für Roggen und Hafer benutzt. Dazu wurden Decken und Wände durchbrochen und Außenanlagen beschädigt. Nachdem die Gemeinde die Gebäude von den Schulbrüdern gekauft hatte, wurden drei Klassen einer neu aufgestellten Lehrerbildungsanstalt (LBA) von Nottuln nach Wadersloh verlegt und zusätzlich eine vierte Klasse gegründet.
1944 wurde aus Teilen der Schule und Turnhalle ein Textilien- und Lebensmittellager, ein so genanntes Goebbels-Lager, weil sie beschlagnahmt wurden. Diese wurden – kurz bevor die US-Amerikaner einrückten – geplündert, nachdem man die Schüler bereits Wochen zuvor nachhause schickte. Zwischen 1945 und 1946 wurde das Gebäude nacheinander zu verschiedenen Zwecken benutzt. Zum einen wurde es als Kaserne für belgische Offizierslehrgänge, danach als Sammellager für ca. 400 befreite italienische Kriegsgefangene genutzt. Im Laufe der Zeit war es dann eine Unterkunft für ein US-amerikanisches Gräberkommando und schließlich ein Lager, in dem Ostvertriebene untergebracht waren.
Zu schulischen Zwecken wurden die Räume erst wieder ab 1947 benutzt. Es wurden sogenannte Sondernotlehrgänge untergebracht, welche die Ausbildung von Volksschullehrern beinhalteten. Außerdem fanden Kurzlehrgänge einer Sommerschule statt.
1948 machte der Bischof von Münster aus der Schule ein Knabenkonvikt und eine bischöfliche Schule und gab ihr auch wieder den Namen Johanneum. 1951 zog das bischöfliche Konvikt Johanneum in die Loburg in Ostbevern ein, da es dort mehr Platz gab. Es ist das heutige Johanneum Loburg Ostbevern.
Ein Franziskaner, Pater Aurelius, kaufte das Johanneum für die Franziskaner der Sächsischen Franziskanerprovinz, welche in ihrer Schule in Warendorf Platzmangel hatte. Das Gebäude wurde von ihnen am 15. November 1951 eingeweiht. Aus der Turnhalle wurde eine Kapelle gemacht.
In den Nachkriegsjahren war das Johanneum ein Progymnasium mit Internat. Die Gebäude konnten damals aufgrund knapper finanzieller Mittel nur notdürftig repariert werden und die Einrichtung war sehr spartanisch.
Ein kleiner linker Flügel des heutigen Altbaus wurde 1955/56 angebaut und das Dach ganz durchgezogen. Den neu geschaffenen Platz nutzte man unter anderem, um eine Kapelle in der Schule zu errichten, und die Turnhalle wurde wieder in ihrem ursprünglichen Zweck benutzt.

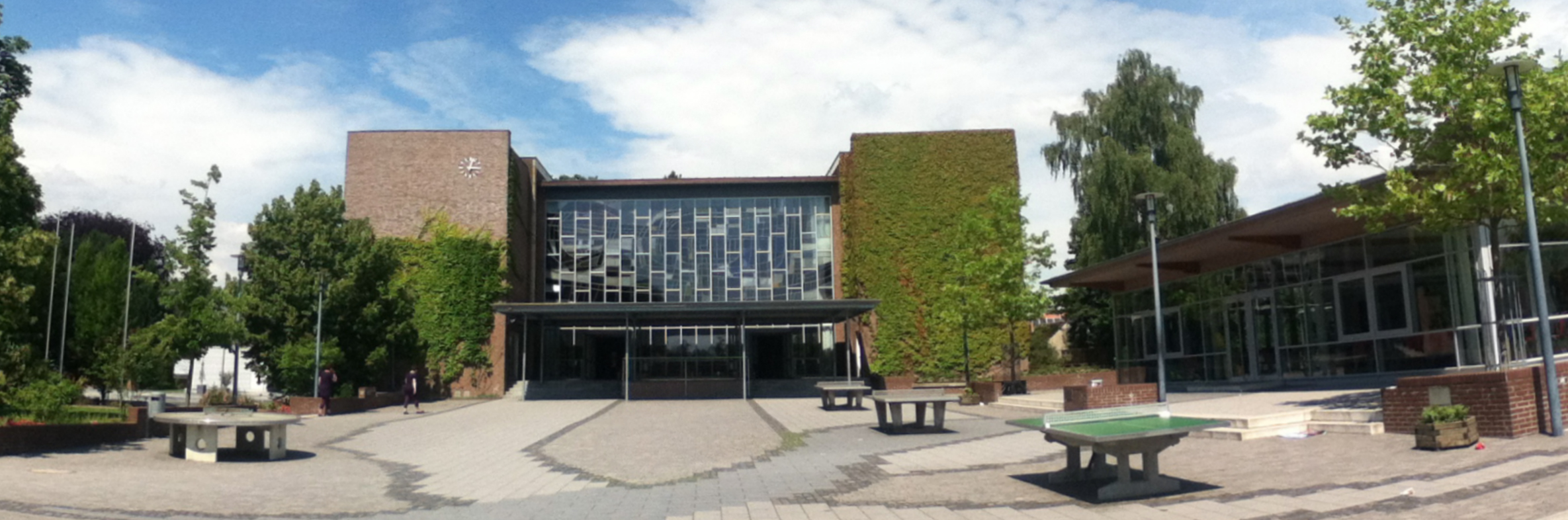
Schulhof des Johanneums mit Cafeteria rechts und zentralem Neubau

Für eine neue Turnhalle wurde 1962 die alte abgerissen. Darüber hinaus begann man 1963 mit dem Bau eines neuen Schulgebäudes, dem heutigen Neubau. Seitdem existieren zwei große Gebäude, die zum Johanneum gehören: Der Altbau und der Neubau. Der Neubau wurde in Form eines U angelegt und später zu einem H erweitert.
Dieser Neubau war für eine Kapazität von 250 Schülern konzipiert, während der Altbau als Internat weiter fungierte. Damals wurde noch ein weiteres Internat geplant, dessen Bau allerdings nie stattfand. Da im Internat die Schülerzahlen zurückgingen, wurde es 1980 aufgelöst, womit viele Räume des Altbaus nun leer waren. Da der Schlafbereich für schulische Zwecke nicht zu gebrauchen war, genauso wie die Duschen und der Küchenbereich, waren diese Räume nutzlos. Die vorhandenen sechs Klassenräume des Altbaus wurden jedoch wieder als Schulräume benutzt, da die Schülerzahlen wieder stiegen. 1970 wurde das Johanneum zum Vollgymnasium ausgebaut, da es vom Regierungspräsidenten die Genehmigung erhalten hatte. Außerdem wurden nun auch Mädchen aufgenommen. 1974 legten die ersten Schüler ihr Abitur ab, 1976 auch die ersten Schülerinnen. Da die Schülerzahlen nun gleichmäßig stark anstiegen, herrschte großer Platzmangel.
Ende der 1980er-Jahre war der Personalmangel so groß, dass der Franziskanerorden erkannte, dass das Johanneum auf Dauer so nicht weiter bestehen könnte. Da sie es nicht in Betracht zogen, die Schule zu schließen, suchten sie nach einem anderen Schulträger. Schließlich kam es zur Bildung des Schulvereins Gymnasium Johanneum e.V., der die Schule auch heute noch trägt, und zum Kauf der Liegenschaften durch die Gemeinde Wadersloh. Am 1. Januar 1991 hat der Schulverein die Trägerschaft des Johanneums übernommen.

## Architektur und Gebäude

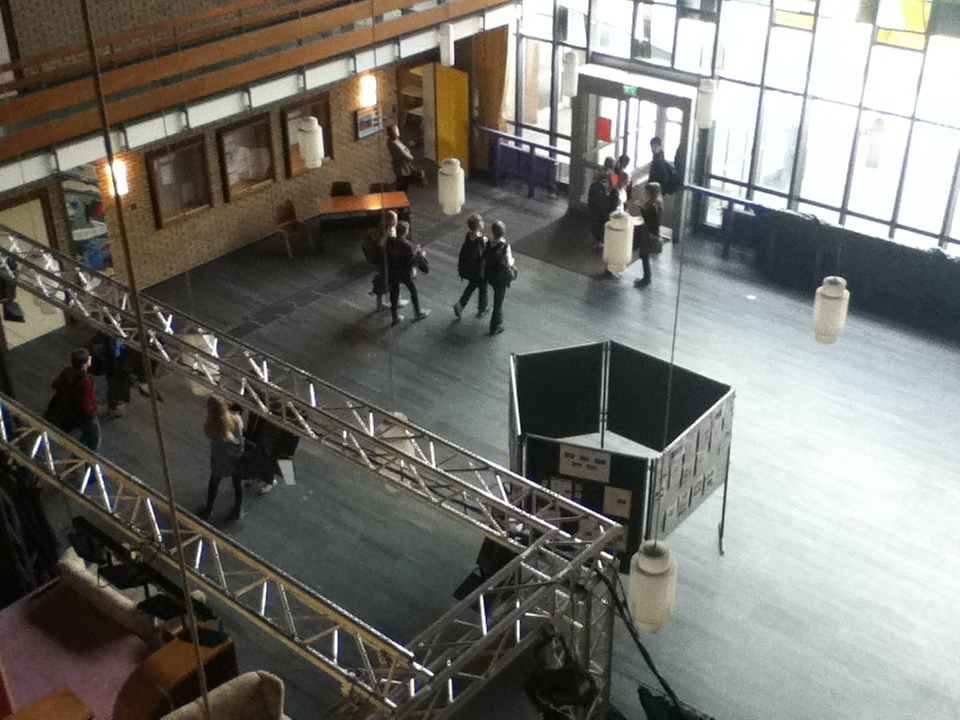
Blick in die Aula des Neubaus aus dem 2. Stock

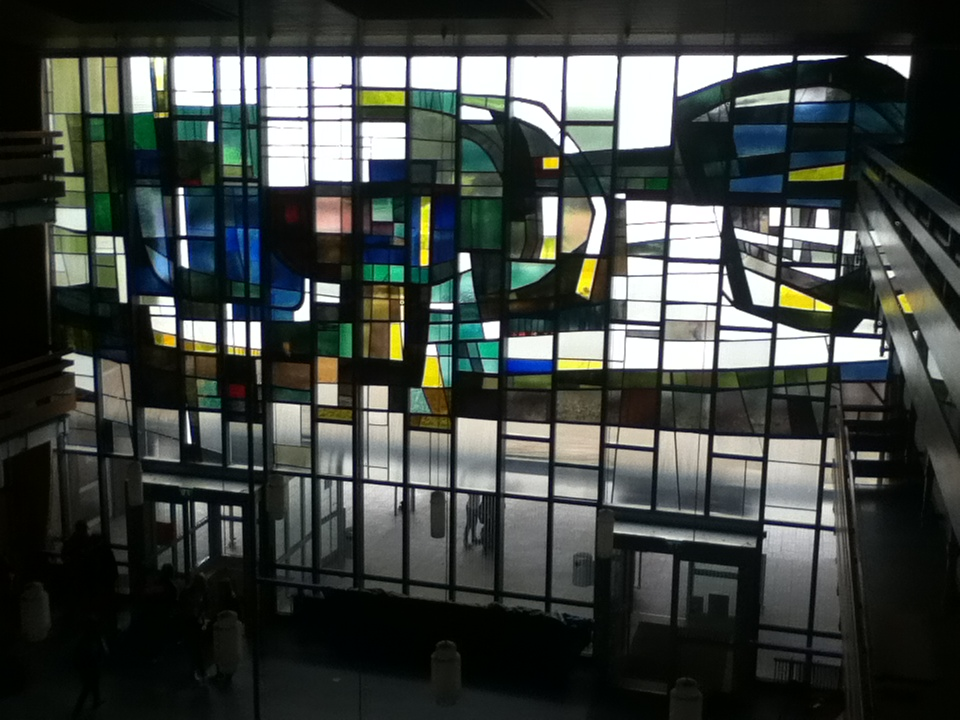
Glaswand des Neubaus, betrachtet aus dem 2. Stock

Ende der 1980er Jahre musste der Altbau renoviert werden und beide Gebäude mussten neuen Sicherheitsbestimmungen angepasst werden. So waren ein zweiter Fluchtweg und Einrichtungen zum Brandschutz notwendig, dessen Errichtung die Gemeinde mit dem Kaufpreis übernahm. Hinzu kam, dass die alle Leitungen des Altbaus erneuert werden mussten. 1995 waren die Planungen abgeschlossen und die Finanzierung so weit, dass mit den Bauarbeiten begonnen wurde, wobei die Kosten von damals etwas mehr als 4 Millionen DM von der Gemeinde Wadersloh und dem Bistum Münster geteilt wurden. Die Arbeiten wurden 1996 nach den Sommerferien fertiggestellt, wobei die Kapelle und das Dachgeschoss immer noch nicht renoviert wurden, dies aber im Laufe der Zeit noch geschah. Aus dem Dachgeschoss ist mithilfe von Elternspenden und anderen Sponsoren das heutige Medienzentrum geworden. Heute unterscheidet den Altbau vom Neubau nur noch die äußere Fassade, da der Altbau komplett renoviert worden ist. Neben den Brandschutzmaßnahmen, mussten auch die gesamten naturwissenschaftlichen Räume neuen Ansprüchen angepasst werden, was ebenfalls durch finanzielle Hilfen der Eltern der Schüler unterstützt wurde. Auch die Außenanlagen vor dem Altbau wurden wiederhergestellt. Auch der Schulhof wurde renoviert, was in Anbetracht der damaligen Konzeption für 300 Schüler und der heutigen Kapazität von ca. 800 Schülern, notwendig war. Die Renovierung des Schulhofes beinhaltete auch den Bau einer Cafeteria, der ebenfalls stark durch die Eltern mitfinanziert wurde. Mittlerweile gibt es außerhalb des Alt- und des Neubaus noch weitere separate Anbauten, in denen Klassenräume untergebracht sind.
An den Schulhof angrenzend besitzt die Schule einen eigenen Sportplatz mit Kiesuntergrund und Fußballtoren. Dieser kann in den Pausen, sowie für den Unterricht, genutzt werden. Darüber hinaus besitzt die Schule eine eigene Turnhalle. Eine weitere Turnhalle, welche der Gemeinde gehört und vom Johanneum, sowie anderen Schulen genutzt werden kann, grenzt an den schuleigenen Sportplatz an.
Neben dem Schulhof befindet sich eine Cafeteria, dessen Wände aus großen Glasplatten bestehen, die durch einzelne Verstrebungen stabilisiert werden, so dass sie stark ausgelichtet ist. 
Im Dachgeschoss des Altbaus befindet sich eine Kapelle, deren Malerei auf der Altarwand im Stile der damaligen Zeit der Errichtung um 1951 liegt und den Namen Sonnengesang des Hl. Franziskus trägt und ein Werk des Künstlers Bernhard Gohla aus Lippstadt ist.
Die Schule besitzt einen eigenen Schulgarten.
Während der Altbau ein längliches Gebäude ist, ist der Neubau damals in Form eines U angelegt worden, heute aber erweitert zu einem H. Der Neubau besitzt eine große Wetterwand aus farbigem Glas, dessen Licht auf eine vergleichsweise große Aula einfallen kann, die zentral im Gebäude liegt und von welcher man die meisten Räume sehen kann. Im Innern ist das Gebäude mit Klinkern verblendet. Der Neubau besitzt einen Keller, ein Erdgeschoss, sowie eine erste und zweite Etage und ist damit in seinen Etagen wie der Altbau aufgebaut. Beide Gebäude besitzen jeweils einen eigenen Toilettenraum.
Außerhalb der beiden großen Schulbauten existieren noch weitere kleine Anbauten, die auch als Unterrichtsräume genutzt werden. In diesen sind insgesamt vier Klassenräume untergebracht. Während zwei Klassenräume in einem aus Beton bestehenden Konstrukt untergebracht sind, sind zwei weitere in Metallcontainern untergebracht, die sich von normalen Klassenräumen nicht unterscheiden. Darüber hinaus gibt es ein kleines Gebäude, in dem im Zusatz zu den zwei im Dachgeschoss vorhandenen Kunsträumen, für dieses Fach gearbeitet werden kann.
Der Schulhof vor dem Neubau ist komplett gepflastert. Auf ihm sind mehrere Tischtennisplatten zu finden. Darüber hinaus gibt es Sitzgelegenheiten vor dem Altbau sowie ein sehr großes Schachfeld auf dem Boden. Außerdem existiert eine Grünanlage vor dem Altbau.

## Pädagogische Arbeit, Ausstattung und Angebote
Das Johanneum bietet in Zusammenarbeit mit der Language Academy die Möglichkeit an, eine bis zu dreijährige Ausbildung, welche synchron zur normalen Abiturlaufbahn verläuft, als anerkannter Fremdsprachenkorrespondent in der Sprache Englisch mit IHK-Zertifikat, zu absolvieren. Der Fokus liegt dabei auf Wirtschaftsenglisch.
Neben dieser Ausbildung, gibt es auch ein leichter zu erlangendes Zertifikat für Business-Englisch, welches man am Johanneum bekommen kann, das zu diesem Zweck mit der London Chamber of Commerce & Industry zusammenarbeitet. Dies ist auch eine international anerkannte Zusatzqualifikation.
Das Johanneum nimmt jährlich am Vorlesewettbewerb des Deutschen Buchhandels teil. Auch am Programm des ADAC Achtung Auto!, welches den Schülern Gefahren im Straßenverkehr verdeutlicht und ihnen mögliche Lösungen präsentiert, nimmt das Johanneum regelmäßig mit seinen jüngeren Schülern teil.
Neben einer schuleigenen Theater AG, die auch im Stadttheater von Lippstadt Aufführungen vorführt, bietet die Schule auch zahlreiche andere AGs, die nachmittags stattfinden, an. Im Schuljahr 2019/2020 werden elf Arbeitsgemeinschaften angeboten.
Neben der Theater AG ist das Johanneum auch sehr bekannt für die regelmäßig stattfindenden Konzerte, die durch die eigenen Schüler präsentiert werden und regen Anlauf finden. Üblicherweise gibt es ein Adventskonzert und ein Frühlingskonzert.
Neben den speziellen Sprachangeboten für die Sprache Englisch, wird am Johanneum Spanisch angeboten, sowie Französisch und Latein. Außerdem ist Religion ein Pflichtfach am Johanneum und muss aufgrund der katholischen Prägung bis zum Abitur hin durchgewählt werden.
Außerdem besitzt die Schule einen eigenen Sanitätsdienst und organisiert sich auch unter anderem selbst in der individuellen Förderung der Schüler mit einer so genannten Lern- und Förderagentur, bei der in einem jeweiligen Fach qualifizierte Schüler aus der Oberstufe Schülern in Stufen unter ihnen Nachhilfe geben.
Da das Johanneum viel Wert auf die Zusammenarbeit mit der öffentlichen Presse legt, arbeiten regelmäßig freiwillige Schüler bei der lokalen Presse mit.
Außerdem gibt es jedes Jahr einen Jahresbericht, der in Buchform herausgebracht wird und vergleichsweise sehr umfangreich ist und an alle Schüler der Schule und auch Ehemalige, dessen Adressen bekannt sind, verteilt wird.

## Öffentlichkeitsarbeit
Das Johanneum steht international zu mehreren anderen Schulen in Kontakt.
So werden Beziehungen zu der Eton-Bank-School in Congleton gehegt, zu dem Gymnasium der Franziskaner in Szentendre und darüber hinaus auch zu Partnerschulen in Néris-les-Bains und Marcillat-en-Combraille. Die intensiv gepflegten Beziehungen des Johanneums zu den Partnerschulen dieser Orte führten sogar zu einer Gemeindepartnerschaft derselben mit Wadersloh.
Das Johanneum nimmt auch Austäusche und Klassenfahrten nach Taiwan zur Wenzao Ursuline University of Languages, Norwegen und Italien vor. Traditionell wird in der Oberstufe eine Fahrt nach Rom gemacht. Es werden auch internationale zweisprachige Projekte mit Ländern wie den Niederlanden oder Polen veranstaltet, an dem die Schüler der jeweiligen Schulen gemeinsam in englischer Sprache mitarbeiten und so beispielsweise eine Präsentation erarbeiten. Die Kontakte werden ständig erweitert und neue Orte für Klassenfahrten sind die Regel.
Das Johanneum unterstützt die St.-Paul-High-School in Rushooka, Uganda. Mithilfe von Elternspenden und einem jährlich an dem Franziskustag – ein vom Johanneum gefeierter Tag – stattfindenden Spendenlauf werden Gelder für diese Schule gesammelt. Die Schüler finden in ihrer Umgebung Spender, die bereit sind, einen von ihnen freiwillig wählbaren Betrag zu zahlen, den sie pro gelaufenen Kilometer der Schüler im Nachhinein entrichten, wenn der Schüler durch eine Quittung vorweist, wie viele Kilometer er gelaufen ist. Diese wird ihm durch den Klassenlehrer ausgestellt. Fast alle Schüler des Johanneums laufen am Franziskustag den Weg von Wadersloh nach Diestedde und auf freiwilliger Basis auch wieder zurück zur Schule, wenn sie in Wadersloh ihren Wohnort haben, oder aber nehmen den Bus. Mit Erreichen von Diestedde wird dort in der Regel ein Gottesdienst gefeiert, an dessen Ende der Schultag beendet ist. Nachdem alle Spenden zusammengetragen worden sind, wird das Ergebnis einen bestimmten Zeitraum später bekannt gegeben.